# Соколов, Ефрем Евсеевич
Ефре́м Евсе́евич Соколо́в (бел. Яфрэ́м Яўсе́евіч Сакало́ў; 25 апреля 1926, д. Ревячино, Горецкий район, Оршанский округ, Белорусская ССР, СССР — 3 апреля 2022, Минск, Беларусь) — белорусский советский партийный  и государственный деятель, Герой Социалистического Труда (1986). Первый секретарь ЦК КП Беларуси (1987—1990). Член ЦК КПСС (1986—1991; кандидат в члены ЦК КПСС в 1981—1986 годах).

## Биография
Родился в крестьянской семье. Белорус. В 1944—1950 годах служил в Советской армии, затем работал водителем в учебно-опытном хозяйстве БСХА. Окончил Белорусскую сельскохозяйственную академию (1956).
Член КПСС с 1955 года вплоть до распада СССР в декабре 1991 года.
С 1956 года работал агрономом, директором МТС.
С 1958 года — на партийной работе. Окончил Высшую партийную школу при ЦК КПСС (1961).
С 1969 года в аппарате ЦК Компартии Беларуси. С 1977 года первый секретарь Брестского обкома КП Беларуси.

 Для жителей Брестской области Соколов — почти идеал руководителя. Никто никогда не слышал, чтобы он поднял голос на подчиненного. Никто не видел его пьяным. Никто не мог даже заподозрить его в нечистоплотности. Все годы своей работы в Бресте Ефрем Евсеевич занимался одним: он строил. Он строил дома, дороги и гигантские животноводческие комплексы. Есть комплекс на 50 тыс. голов — хорошо, а будет и на 100 тыс. Весь СССР должен есть брестскую свинину. И самим брестчанам должно хватить. А если есть гигантские сельскохозяйственные предприятия, к ним должны вести хорошие дороги. И люди должны жить в нормальных, удобных домах. И тот факт, что сурового и малоулыбчивого Ефрема Евсеевича наградили Звездой Героя Труда — единственного партфункционера при Горбачёве! — а затем избрали первым секретарём ЦК КПБ, в области восприняли как должное. — А. Федута 
С 6 февраля 1987 по 30 ноября 1990 года — первый секретарь Центрального Комитета Компартии Беларуси. Последний фактический глава Белорусской ССР на данном посту (до отмены руководящей роли КПБ 28 июля 1990 года).
Член Политбюро ЦК КПСС (14 июля — 11 декабря 1990 года).
С 1990 года — персональный пенсионер союзного значения.
Народный депутат СССР (1989—1991). В 1989—1991 годах — член Верховного Совета СССР. Депутат Верховного Совета СССР (1979—1989), член Президиума Верховного Совета СССР (1987—1989).
Возглавлял Совет Компартии Беларуси, являлся членом республиканского Совета ветеранов войны и труда, Вооружённых Сил и правоохранительных органов. Умер 3 апреля 2022 года.

## Награды
- Герой Социалистического Труда (18.04.1986).
- орден Ленина (1986).
- орден Октябрьской революции (29.03.1967).
- Орден Отечественной войны 2-й степени (11.03.1985)
- три ордена Трудового Красного Знамени (27.08.1971, 12.12.1973, 26.03.1982).
- Приказом Министерства юстиции Республики Беларусь от 15 сентября 2006 года № 734лс за значительный вклад в дело укрепления правовой государственности Республики Беларусь награждён нагрудным знаком Министерства юстиции Республики Беларусь «Ганаровы работнік юстыцыі Беларусі».[9]
- почётный гражданин Брестской области.
- В Горках на аллее Славы Героев Советского Союза и Социалистического Труда в его честь установлен мемориальный знак.